# Federação das Associações de Comércio Internacional
A Federação das Associações de Comércio Internacional (FITA), sediada em Reston, Virgínia e Nova Iorque, Nova Iorque, EUA, foi fundada em 1984. Fomenta o comércio exterior reforçando o papel de associações para importação e exportação nos Estados Unidos da América, México e Canadá.

## Comércio exterior importação e exportação
O site da FITA é a fonte de informação gratuita e recursos para comerciantes internacionais na Internet. Por entre os recursos encontram-se hiperligações para mais de 8000 sites relacionados com comércio exterior / Importação-Exportação , 500 propostas de emprego, Recursos Realmente Úteis para Profissionais do Comércio Internacional, uma newsletter quinzenal com dicas sobre sites úteis, artigos sobre comércio e mercados internacionais e muito mais.
O Serviço Comercial dos Estados Unidos da América e a UK Trade & Investment (UKTI) e Hong Kong TDC têm acordos de parcerias público-privadas (PPP) com a FITA, ao abrigo dos quais contribuem para a pesquisa de mercado e outros relatórios no GlobalTrade.net. Estão em vigor acordos semelhantes com a NASBITE International, a Academia Europeia de Comércio Internacional, e outras associações. 

## Pesquisa de mercado grátis e perfil do país por comércio internacional
Em Junho de 2009, a Federação das Associações de Comércio Internacional celebrou uma parceria público-privada com o Serviço Comercial dos Estados Unidos da América, o braço de promoção do comércio do Departamento de Comércio dos Estados Unidos (DoC), sancionando assim a publicação gratuita dos pesquisas de mercado do DoC no GlobalTrade.net. Em Agosto de 2010, a FITA celebrou outro PPP semelhante com a UK Trade & Investment.
O GlobalTrade.net é um serviço de recursos de conhecimento no qual os peritos em comércio internacional podem colocar os seus artigos; o conteúdo é vetado por uma equipa de edição. Os conteúdos incluem 14.000 pesquisas de mercado, análises de peritos de comércio internacional, sondagens de mercado, dicas, papéis brancos, perfis de país, opiniões de peritos, webconferências, novos fluxos, tutoriais de vídeo e apresentações.

## Empresas de serviço de comércio internacional
Juntamente com a publicação de sondagens de mercado e outros conteúdos de peritos, o GlobalTrade.net contém uma base de dados gratuita de prestadores de serviços de comércio internacional útil para importadores e exportadores. Os prestadores de serviços de comércio internacional do site incluem consultoras internacionais de marketing, empresas de financiamento do comércio, bancos, transitários, empresas de controlo de qualidade, advogados, consultores, agentes aduaneiros, instrutores de comércio internacional e seguros de crédito à exportação para as respectivas operações internacionais. O GlobalTrade.net permite que os prestadores de serviços de comércio internacional criem um perfil pessoal e facilitem o contacto com o mercado do comércio internacional; todo o conteúdo colocado por peritos e prestadores de serviços de comércio internacional é vetado. O GlobalTrade.net foi lançado em 15 de Novembro de 2010, tendo 9000 publicações de conteúdos e 4000 peritos e prestadores de serviços listados  ( 14000 publicações e 11000 prestadores em 7 de Abril de 2011).
Os profissionais utilizam o site para encontrarem informações e prestadores de serviços de comércio global para as suas operações comerciais internacionais. A China, os Estados Unidos da América, a Índia, o Reino Unido e Singapura são actualmente os países mais populares. As categorias dos prestadores de serviços incluem a área jurídica, organizações de apoio ao comércio, transportes e logística, impostos e contabilidade, marketing e comunicações, vendas e distribuição, bem como serviços de viagens. 

## Praças de mercado
A FITA celebrou igualmente acordos de parceria com os três principais mercados B2B: o Alibaba.com, o Kompass e o Thomasnet, classificados na 1ª, 13ª e 18ª posições, respectivamente, pela bridgat.com (Dezembro de 2010).